# Tostegyl
Tostegyl är en sjö i Olofströms kommun i Blekinge och ingår i Mörrumsåns huvudavrinningsområde.